# Fotograbado

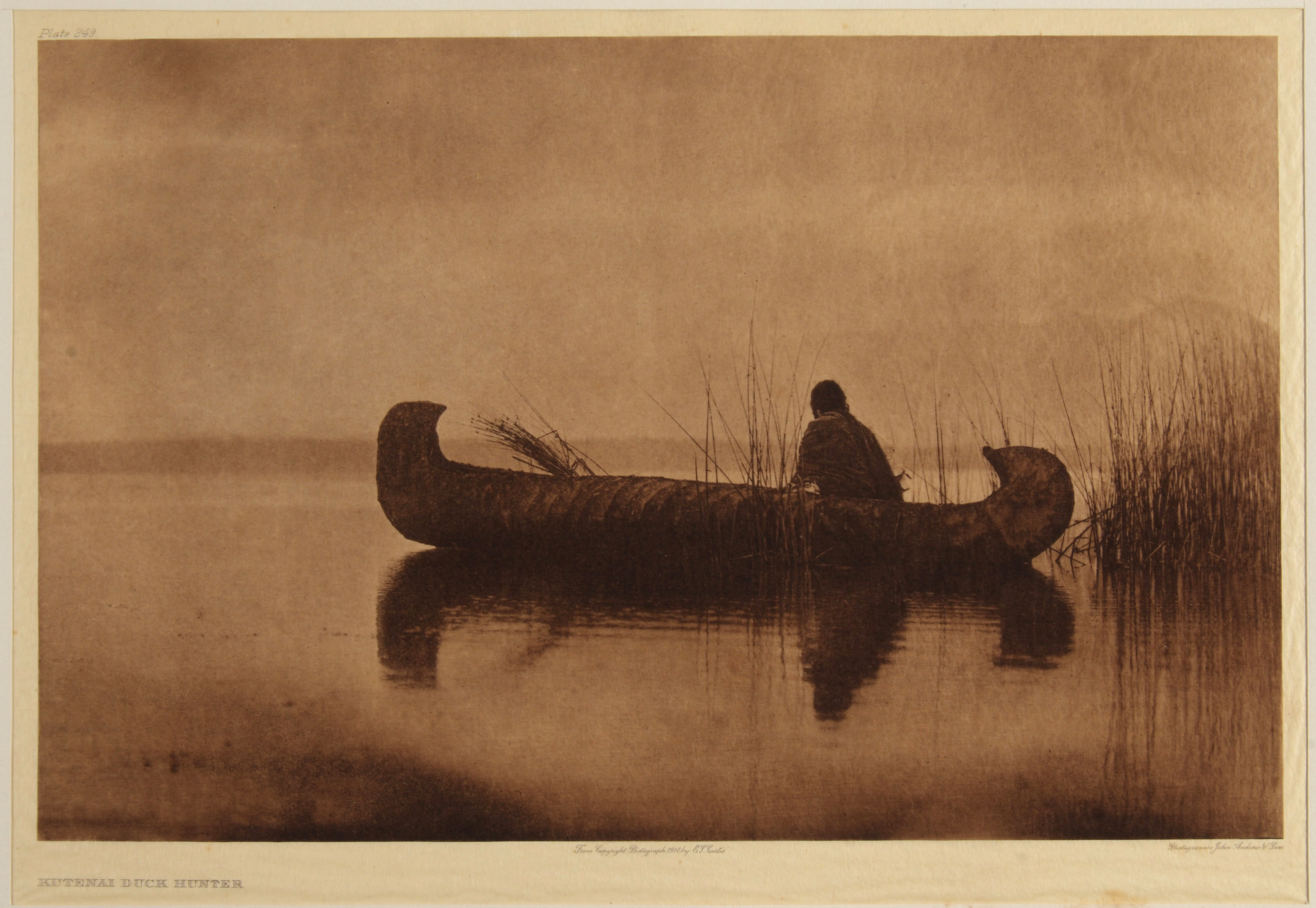
Kutenai Duck Hunter, photogravure, Edward S. Curtis, 1910.

El fotograbado o heliograbado (en francés: héliogravure, en inglés: photogravure o copperplate photogravure) también identificado como proceso Talbot-Klíč, es una técnica de impresión de imágenes fotográficas desarrollada en el siglo XIX por el inglés William Henry Fox Talbot (1800-1877) y perfeccionada por el checo Karel Václav Klíč (1841-1926). El proceso, que mantiene practicantes en el siglo XXI, permite realizar una matriz calcográfica de cobre para ser entintada e impresa en un tórculo tradicional de grabado. Usa gelatina bicromatada como elemento fotosensible y las matrices de cobre son grabadas con cloruro de hierro (III). También se llama fotograbado o heliograbado a la impresión que resulta de ese proceso.
Heliograbado proviene de helio (del griego ἥλιος, "Sol") y grabado, derivado del verbo grabar (del griego γράφω, "rayar", "dibujar"). Una palabra similar, Heliografía, designa en cambio, un proceso fotográfico anterior desarrollado hacia la década de 1820 por el inventor francés Joseph Nicéphore Niépce.     

## Historia

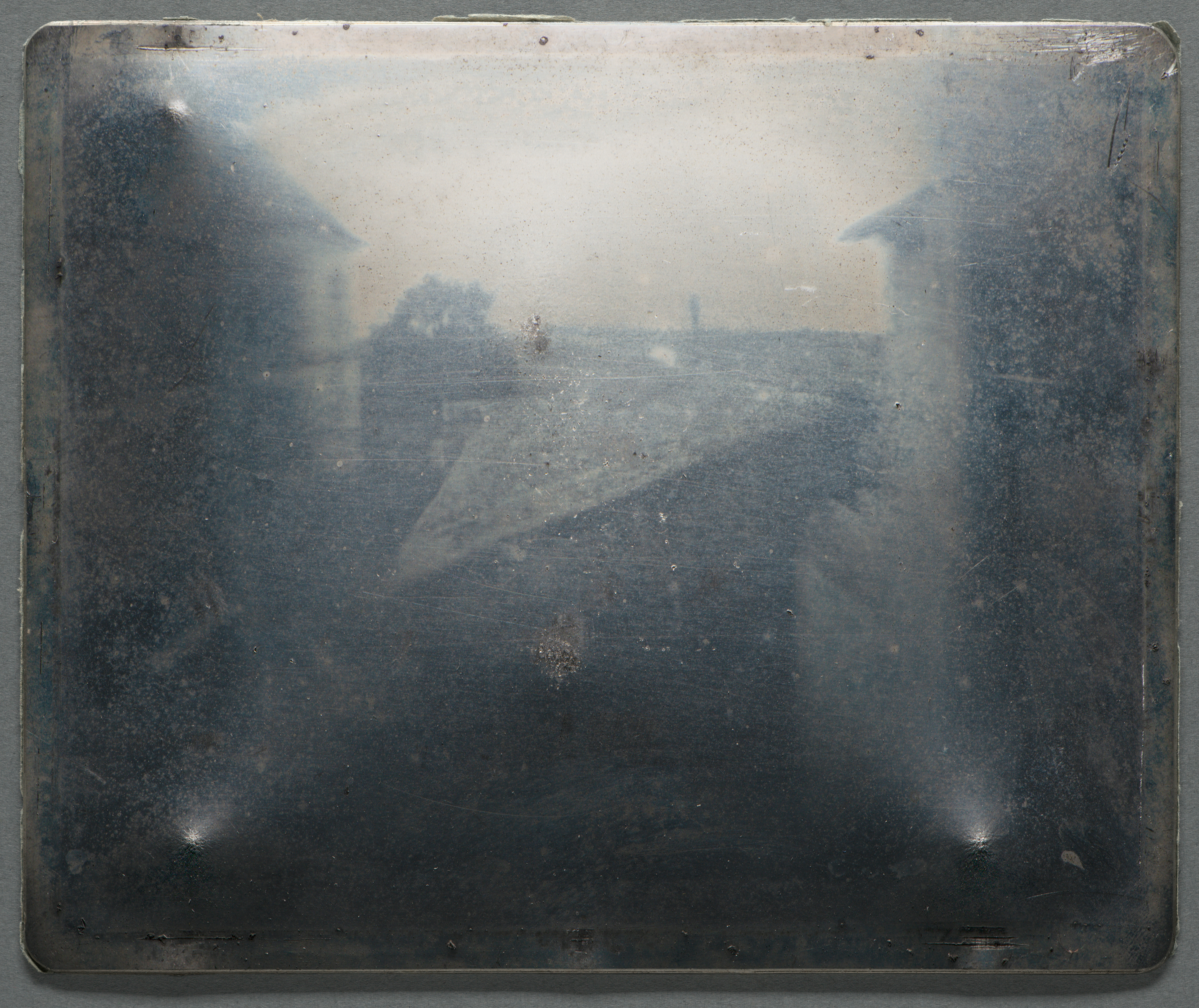
Heliografía realizada con bitumen en chapa de estaño de 16,2cmx20,2cm (sin grabar). Vista desde la ventana en Le Gras. Joseph Nicephore Niépce, 1827. Colección del Harry Ransom Center, University of Texas at Austin.

Las primeras formas de fotograbado fueron desarrolladas por Nicéphore Niépce (1765 - 1833) en Francia en la década de 1820 y por William Henry Fox Talbot en la década de 1850 en Inglaterra. Niépce aspiraba a fijar imágenes proyectadas en el fondo de una cámara oscuray a trabajar con placas que luego pudieran ser grabadas y utilizadas para hacer impresiones en papel con una prensa de grabado tradicional.  

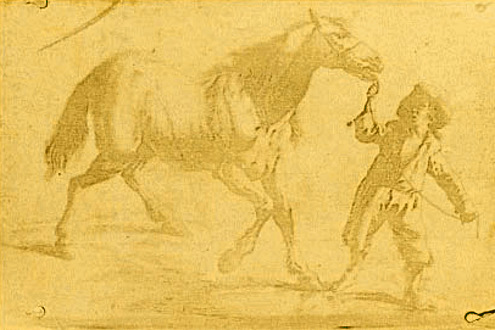
Reproducción de un grabado del. Es el grabado heliográfico más antiguo que se conoce. Nicéphore Niépce, 1825.

En el período 1822-1823 Niépce trabajó en un sistema de copias de dibujos o grabados con piedras litográficas recubiertas de betún de Judea y hacia 1825 comenzó a trabajar con placas de metal. Enceraba el reverso de la obra a reproducir para dejar el papel más translúcido. Luego se colocaba esa obra de papel directamente en contacto sobre una chapa de metal (cobre o estaño) cubierta de una solución con betún de Judea que quedaba insoluble al ser expuesto al sol. Los sectores del dibujo que no habían recibido luz se disolvían con esencia de lavanda dejando el metal al descubierto. Ese proceso fue denominado heliografía por Niépce y es con esa técnica que Niépce realizó en 1827 la primera imagen con una cámara oscura que se conserva en la actualidad (Vista desde la ventana en Le Gras). También llamó heliografía o heliografía al betún al objeto de metal. Si se usaba el bitumen para proteger el metal del mordiente y se grababa la chapa como un aguafuerte, podía entintarse como matriz de grabado calcográfico y obtener una reproducción en papel del grabado original. En el sitio Maison Nicéphore Niépce se encuentra el catálogo con los diferentes tipos de objetos generados: chapas metálicas con imágenes generadas por la solidificación del betún, impresiones de aguafuertes realizadas como reproducción de dibujos por contacto, impresiones de chapas heliográficas grabadas realizadas a partir de tomas con cámara oscura.   

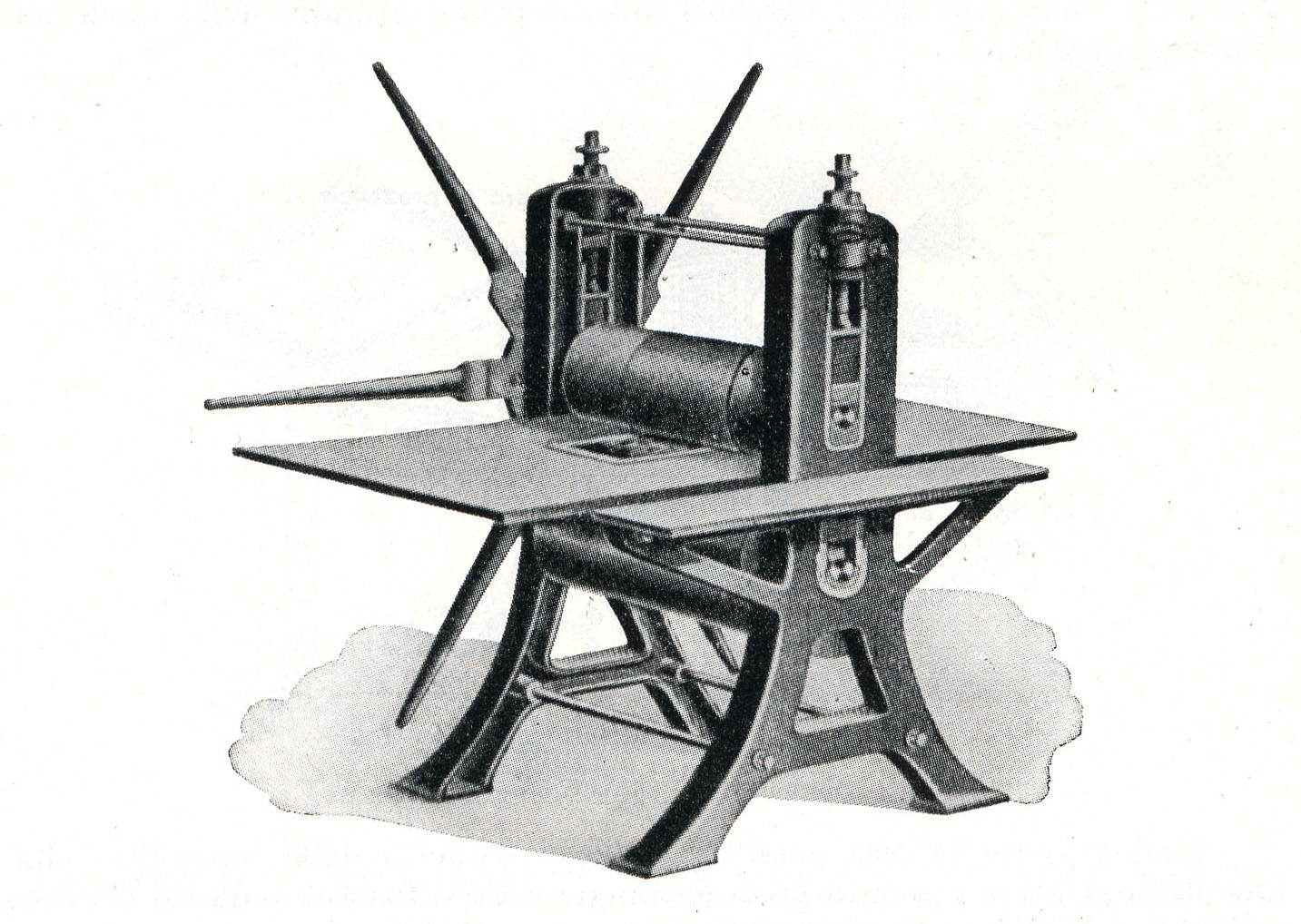
Prensa calcográfica tradicional, también llamada tórculo para la impresión manual de fotograbados.

La realización de matrices de grabado para imágenes fotográficas fue ampliamente investigada por Talbot. El inventor británico llevó a cabo numerosos aportes al desarrollo de la fotografía. Además de ser quien realizó el primer negativo, es creador del proceso fotográfico denominado calotipo (calotype en su original en inglés). La búsqueda de una técnica para la realización de matrices para la impresión de imágenes fotográficas estaba impulsada por la búsqueda de un método que evitara el deterioro de la imagen además de permitir su reproducibilidad. Desde la década de 1840 Talbot trabajó en el perfeccionamiento de esa idea.  

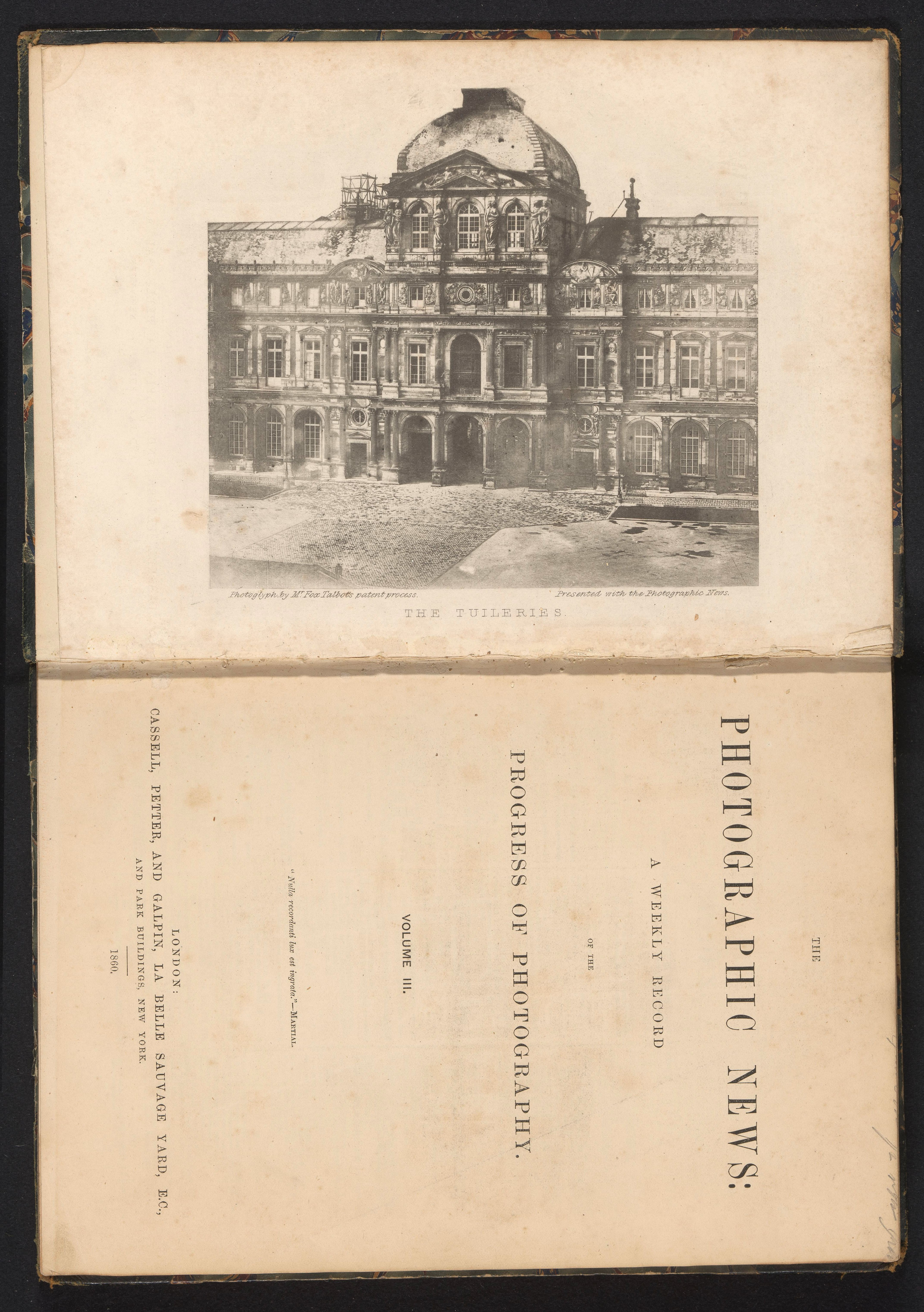
The Tuilieres, photoglyphic engraving, de Henry Talbot, ca.1860. Publicada en The Photographic News: A Weekly Record of the Progress of Photography, vol.3.

En 1852 Talbot descubrió que la gelatina tratada con dicromato de potasio, un sensibilizador introducido por Mungo Ponton en 1839, se hacía menos soluble por exposición a la luz. En 1852 registró el proceso denominado grabado fotográfico (original en inglés: Photographic engraving process) donde aprovechaba justamente la insolubilidad de la gelatina bicromatada cuando es expuesta a la luz. En 1858 presentó una mejora de ese proceso que podría traducirse como grabado fotoglífico. Photoglyphic engraving es la expresión original en inglés en la patente. Para ese entonces había adoptado el agregado de un aguatinta, elemento necesario para que las matrices calcográficas retuviesen la tinta en su bajorrelieve durante la limpieza de su superficie. En todos estos resultados quedaba en evidencia la pérdida de tonos medios. Este problema era compartido con el proceso de impresión al carbón inventado en 1855 por el francés Alphonse Poitevin que también usaba la gelatina bicromatada.  
La hipótesis más fuerte sobre este problema fue formulada por Abbé Laborde en 1858. Consideró que la solidificación de la capa de gelatina se iniciaba en la superficie expuesta a la luz atravesando la capa de gelatina según el tiempo de exposición, pero en buena parte del área no alcanzaba la cara opuesta que estaba en contacto con el soporte. Esa gelatina que no había sido alcanzada por la luz se disolvía durante su revelado perdiéndose la información de los tonos medios. La solución brindada fue el uso de un soporte provisorio que permitiese exponer a la luz la cara de la gelatina que luego se colocaría sobre el soporte final.  
En el caso de las impresiones al carbón, las modificaciones del proceso son de Joseph Wilson Swan con patente de 1864. También es suya la patente del soporte provisorio, un papel gelatinado, necesario para realizarlo. Ese papel es habitualmente llamado carbon tissue. En 1868 Autotype Printing and Publishing Co. adquirió los derechos del proceso inventado por Swan.          

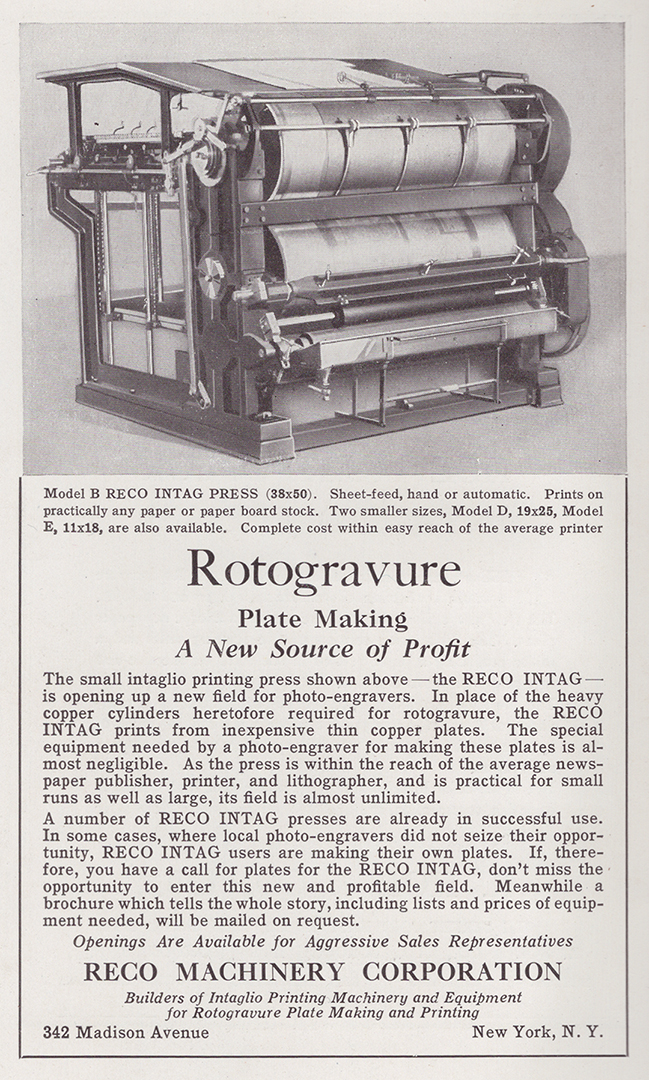
Publicidad de máquinas de rotograbado en sección de avisos del manual Photogravure (1930) de H.M.Cartwright.

Quien adaptó esa línea de trabajo al fotograbado fue el pintor e inventor checo Karel Klíč hacia 1879. Klíč combinó  las investigaciones de Talbot con la técnica de carbón transportado inventada por Swan. Como puede verse (abajo) en las etapas descritas sobre la técnica, la capa de gelatina es adherida a la chapa de cobre después de haber sido expuesta a la luz a través del fotolito. Por esa razón suele identificarse esa técnica como proceso Talbot-Klíč. También fue Klíč quien desarrolló una versión industrial para acelerar el proceso de impresióndenominada frecuentemente rotograbado. En este caso, el papel gelatinado se colocaba en cilindros de cobre de máquinas rotativas.
La clase de papeles pigmentados de la marca Autotype fue fabricada industrialmente durante todo el siglo XX  y hasta su discontinuación en el año 2009. Durante los siguientes años los pequeños talleres se abastecieron en general con un papel sustituto (Dragon tissue) discontinuándose este también hacia 2022 y restando el denominado Phoenix tissue como último suministro para la técnica. En la actualidad se ha instaurado entre los practicantes la realización de un soporte provisorio hecho manualmente como una etapa agregada al proceso.

## Descripción del método Talbot-Klíč
El proceso de elaboración de un fotograbado tiene varias etapas que se listan a continuación tal como son descritas por Carles Mitjà:
«(...), se enumeran a continuación los pasos del citado Método de Talbot-Klic (...):   
- Obtención de un original fotográfico mediante cámara o fotograma.
- Obtención de un fotolito translúcido, positivo e invertido lateralmente a partir de la imagen original. Inicialmente sobre papel encerado, después sobre placa de vidrio y posteriormente sobre película flexible.
- Preparación de un soporte temporal de papel, denominado carbon-tissue, con una capa de gelatina pigmentada, generalmente de tono rojizo. El pigmento modula la acción posterior de la luz ultravioleta (UV) durante la exposición y permite controlar la eficacia del lavado que se describirá más adelante.
- Sensibilización del carbon-tissue en un baño de Dicromato de Potasio (K2Cr2O7).
- Exposición del carbon-tissue sensibilizado a la luz UV a través del positivo translúcido. Esta exposición genera un endurecimiento local de la gelatina, cuyo espesor está directamente relacionado con la luminosidad del tono de la imagen positiva. Las partes endurecidas pasan a tener un punto de fusión mucho más alto (≈100 °C) que el de la gelatina original (≈25-30 °C). En paralelo, el punto de fusión respectivo se relaciona de forma inversa con su solubilidad en agua.
- Adhesión de la cara gelatinizada del carbon-tissue expuesto a una plancha de cobre pulida y desengrasada.
- Lavado del conjunto carbon-tissue - plancha de cobre en un baño de agua caliente a ≈50 °C. Tras el lavado y a causa del diferencial en el punto de fusión, la gelatina endurecida por la exposición a la luz UV permanece adherida a la plancha de cobre, mientras que la no endurecida es arrastrada por el lavado. La presencia de pigmento en el agua de lavado es un indicativo del progreso del mismo. Finalmente se procede al secado de la plancha de cobre con la capa de gelatina adherida que actuará de modulador de la posterior acción del ácido utilizado (mordiente) del mismo modo que lo hace la reserva de barniz en la técnica tradicional del Aguafuerte.
- Aplicación de un graneado o aguatinta a la plancha de cobre con polvo de resina o asfalto para provocar un tramado aleatorio y uniforme de la reserva de gelatina. Este graneado se practicó también directamente sobre la plancha de cobre antes de la adhesión del carbon-tissue. El resultado es prácticamente el mismo en ambos casos.
- Grabado químico de la plancha de cobre en diversos baños de Cloruro Férrico (Cloruro de Hierro III) de concentración decreciente, lo que permite morder de forma progresiva las sombras, los grises medios y las altas luces controlando su progreso mediante inspección visual. Dado que el espesor de gelatina de la reserva era menor en las sombras que en las luces de la imagen, la corrosión del mordiente empezaba mucho antes en dichas sombras y progresaba de forma paulatina hasta las altas luces. El resultado era un grabado tramado y con un claro diferencial en profundidad acorde con el tono de la imagen.
- Finalización de la mordida, lavado, limpieza y secado de la plancha.
- Entintado de la plancha y retirada de la tinta sobrante mediante tejido de tarlatana.
- Estampado de la plancha en prensa de grabado tradicional o tórculo sobre papel adecuado al grabado previamente humedecido
- Secado de la estampa.

Este sistema, con el graneado con aguatinta de polvo de resina, permitía un tramado aleatorio de la imagen con una celdilla mínima muy inferior a la utilizada en el sistema de impresión con trama de medios tonos (halftone)».
Este proceso se practica actualmente  en una modalidad combinada con tecnología contemporánea que permite el trabajo con imágenes digitales.   

## Historia de su uso
A partir de la década de 1880, el proceso Talbot-Klíč se utilizó tanto en su versión manual como industrial para la impresión de imágenes.
Fotógrafos como Peter Henry Emerson mostraron las posibilidades estéticas de la técnica a finales del siglo XIX. Se destaca el trabajo de Alfred Stieglitz a principios del siglo XX, que se puede apreciar especialmente en Camera Work, una publicación cuatrimestral con fotografías de alta calidad del período 1903 a 1917. En ella se publicaron imágenes de Alfred Stieglitz, Edward Steichen, Frank Eugene, Clarence H. White, Alvin Langdon Coburn, J. Craig Annan, Hill & Adamson, Baron Adolf de Meyer, Heinrich Kühn, George Seeley, Paul Strand, Robert Demachy, Gertrude Käsebier y Anne Brigman entre otros fotógrafos.  
Otra muestra importante de su uso puede apreciarse en la colección de imágenes de Edward S. Curtis para The North American Indiancuyo último volumen se publicó en 1930.  
La versión industrial del fotograbado, rotograbado, se utiliza a menudo para la impresión de elementos de grandes tirajes como postales, sellos, revistas o cajas de medicamentos. A modo de ejemplo, entre 1934 y 1936, el servicio postal británico realizó sellos del rey Jorge V mediante rotograbado en una época en que se grababa los cilindros con soluciones de cloruro de hierro (III) de forma similar a la versión manual. La impresión con máquinas rotativas obtiene menos presión que el tórculo de grabado para acceder al bajorrelieve en el metal.  Pautas para la distinción de las impresiones manuales respecto de las industriales puede verse en The Atlas of Analytical Signatures of Photographic Processes del Getty Conservation Institute. La modalidad industrial ha ido adaptándose a nuevos materiales recurriendo actualmente al grabado con laser tal como puede verse en la referencia a impresiones de la industria gráfica donde la palabra photogravure es sustituida por gravure. Un ejemplo de la práctica industrial actual puede verse en la realización del sello del rey Carles lll en 2023.

## Galería de imágenes

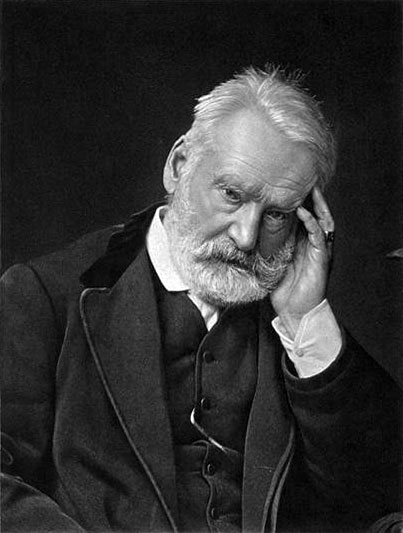
Retrato de Víctor Hugo por Walery (Stanislaw Julian Ignacy). Photogravure, 1883.
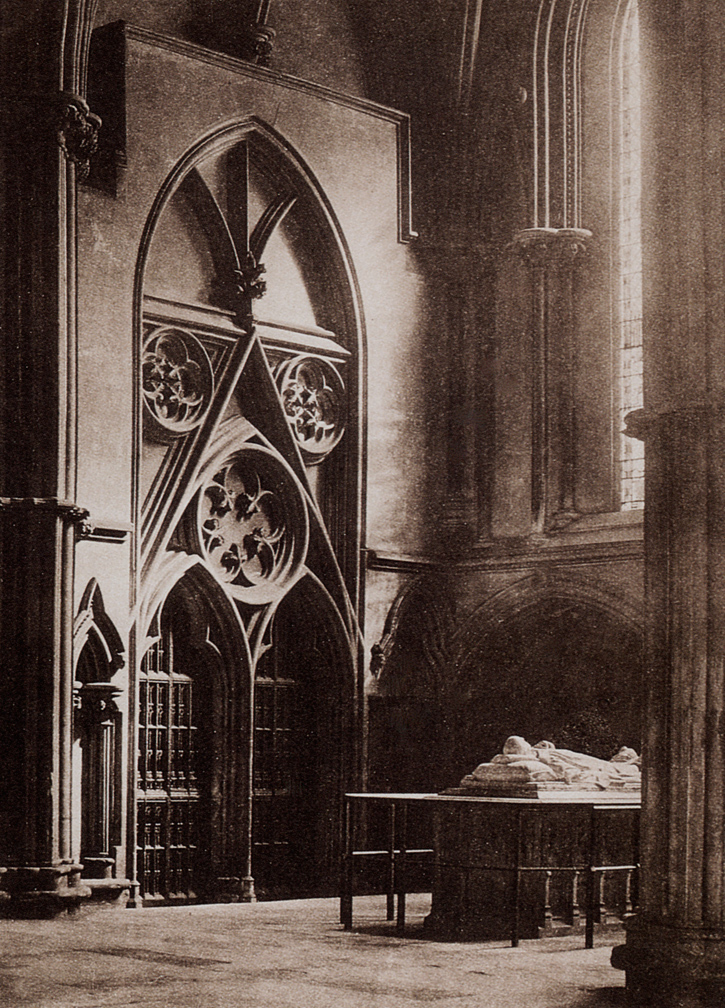
York Minster: 'In Sure and Certain Hope', de Frederick H. Evans. Camera Work, No 4 1903.
Chief Joseph, de Edward S. Curtis. Photogravure, 1903
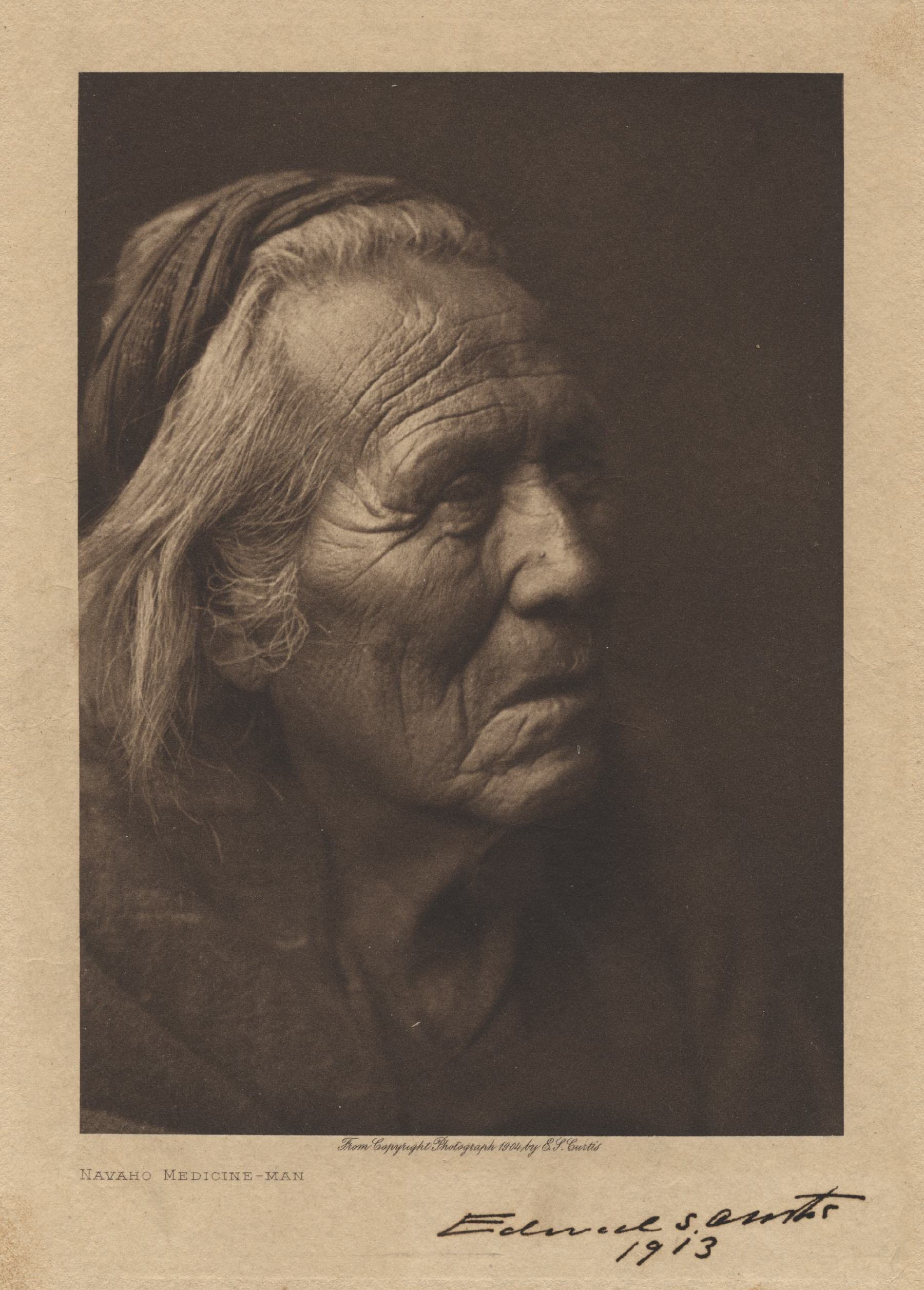
Navaho Medicine Man por Edward S. Curtis. Photogravure, 1904.
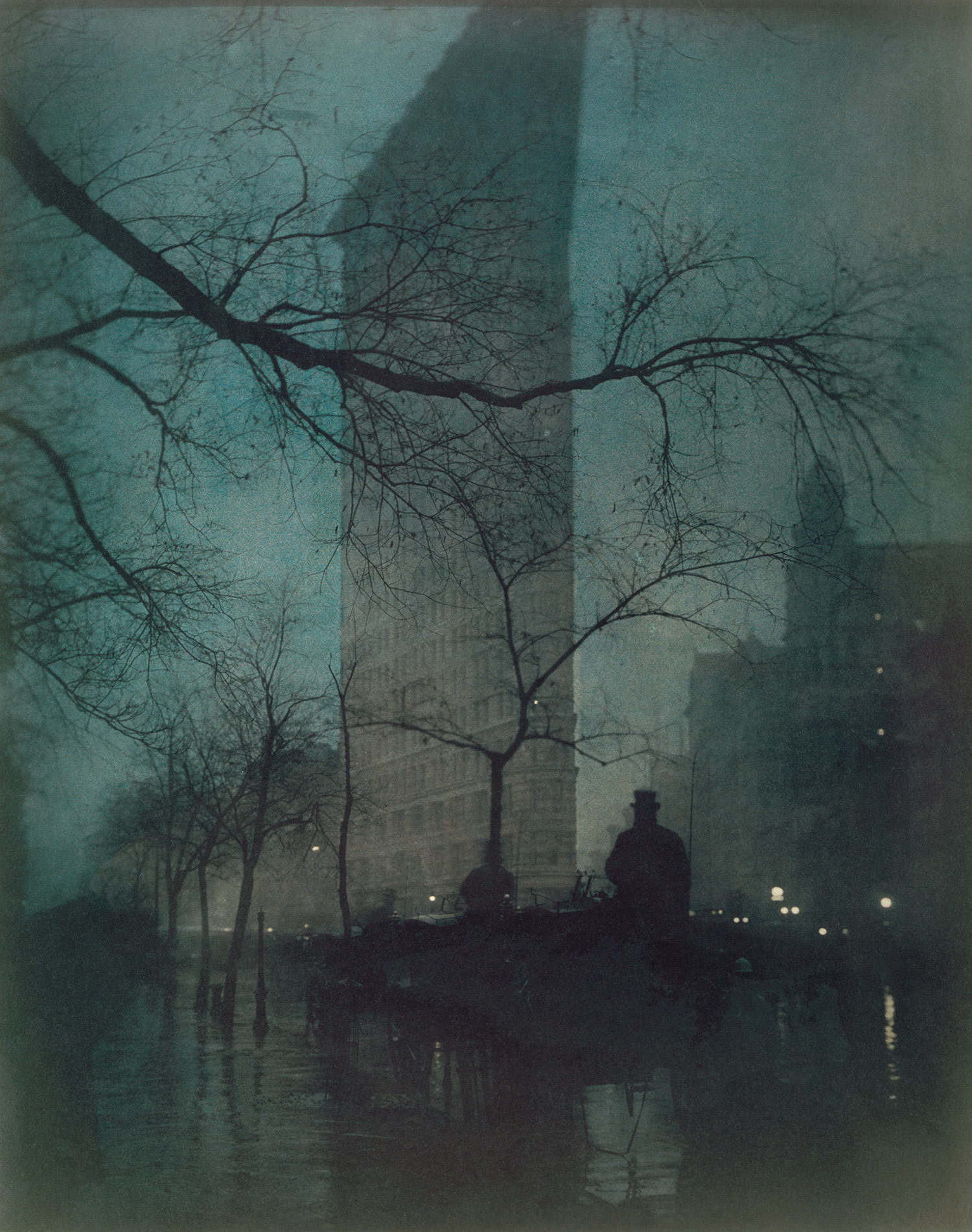
The Flatiron, de Edward Steichen. 1904
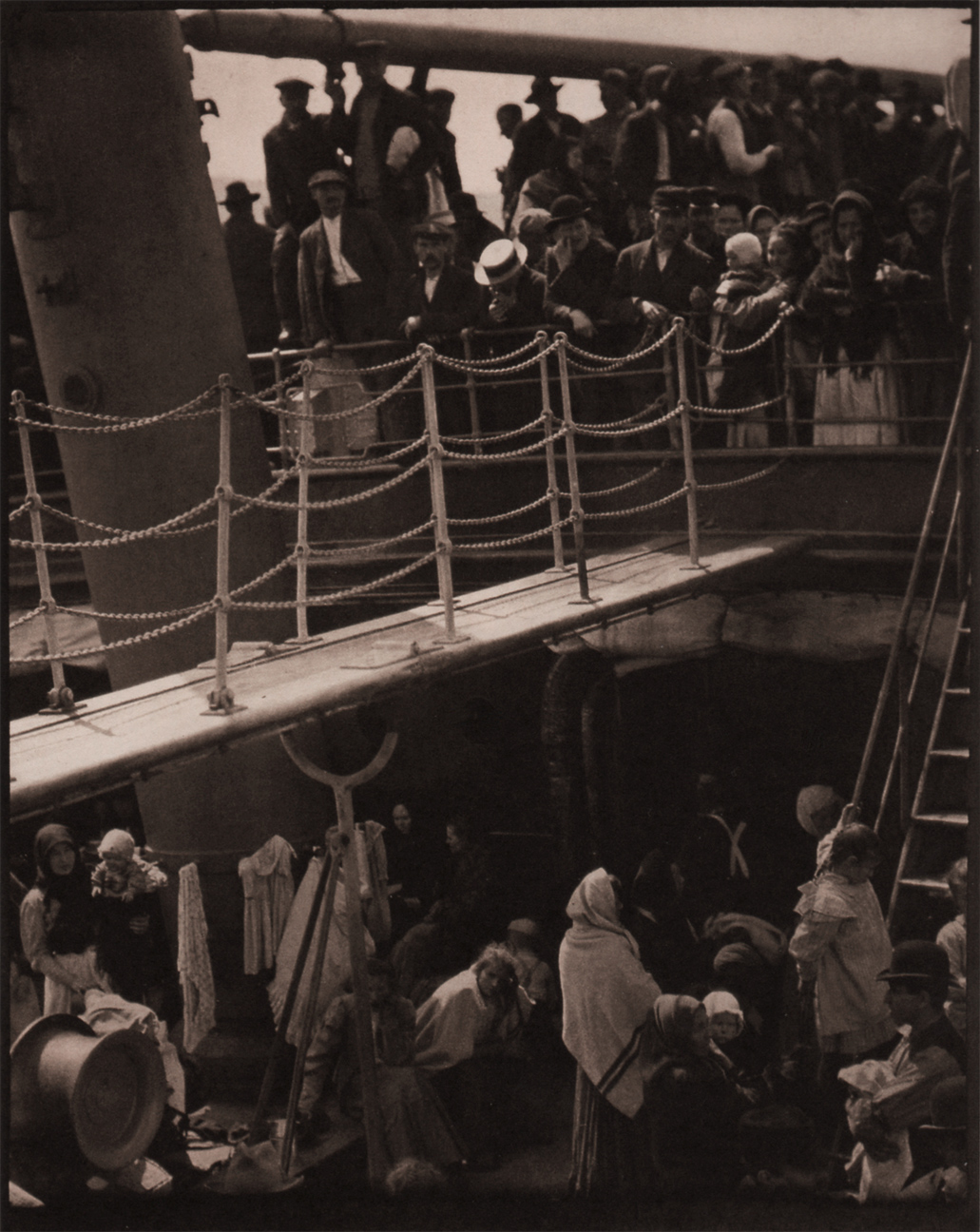
The Steerage, de Alfred Stieglitz. Photogravure, 1907.
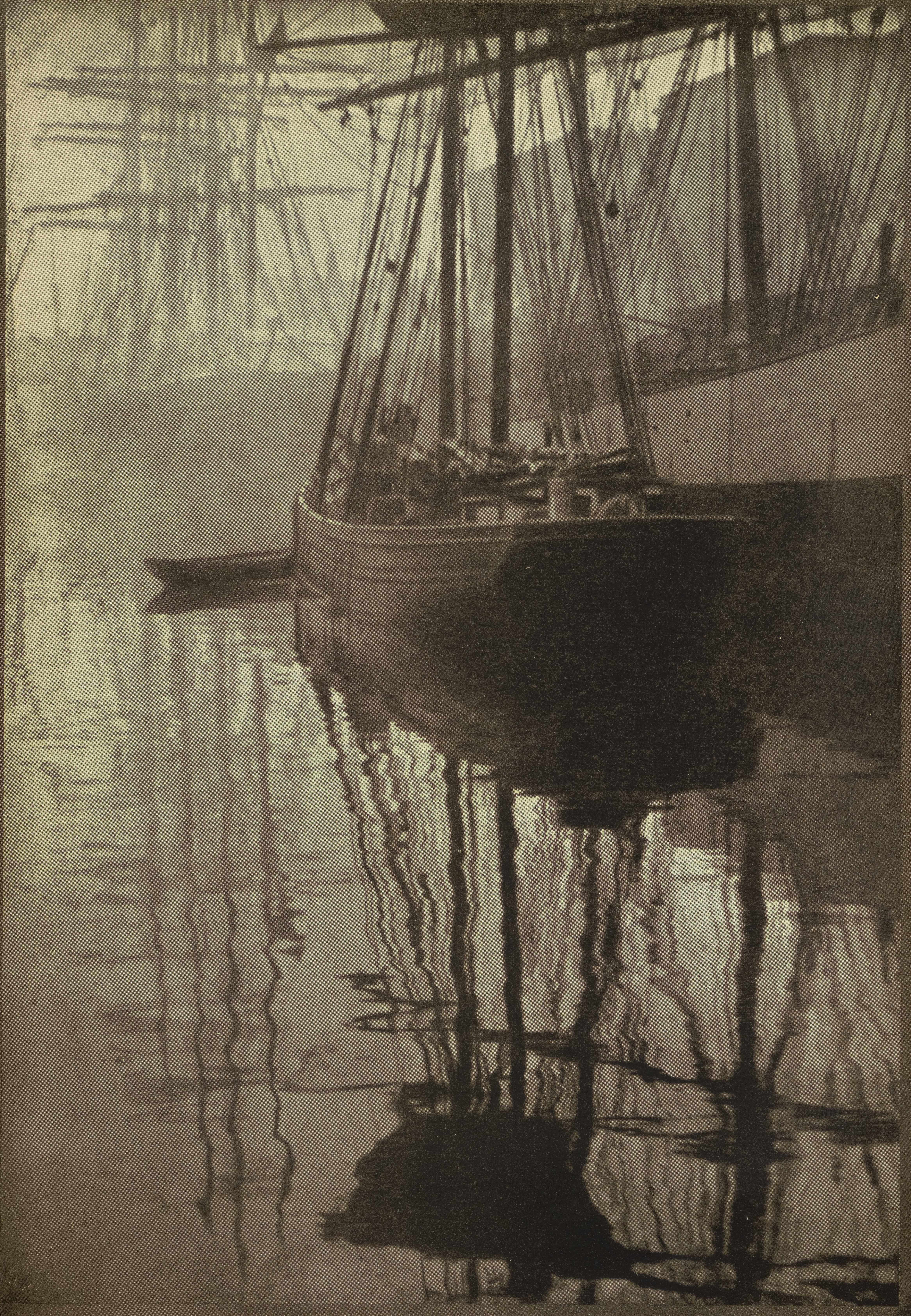
Spider-webs, de Alvin Langdon Coburn. Camera Work, No 21, 1908.
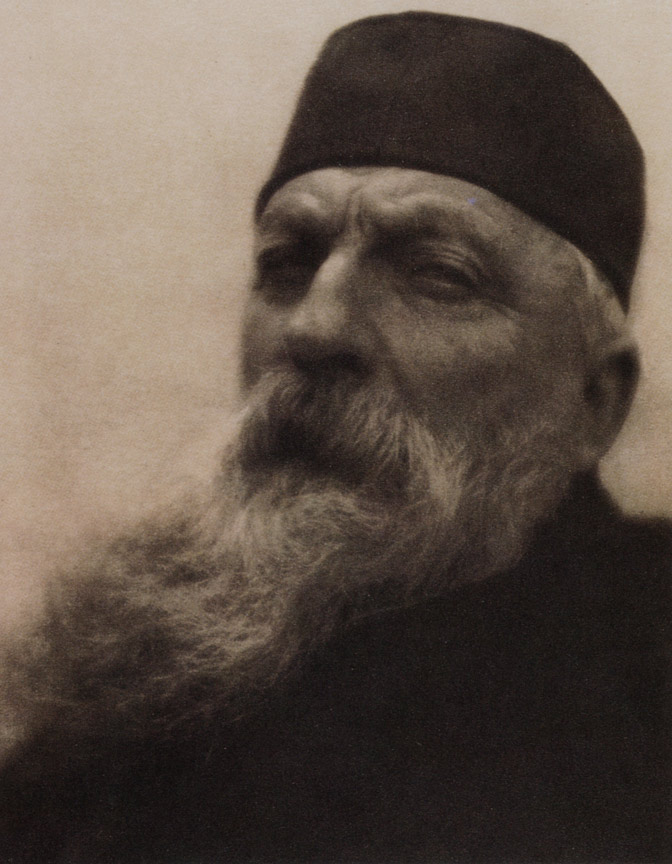
Rodin, de Alvin Langdon Coburn. Camera Work, No 21, 1908.
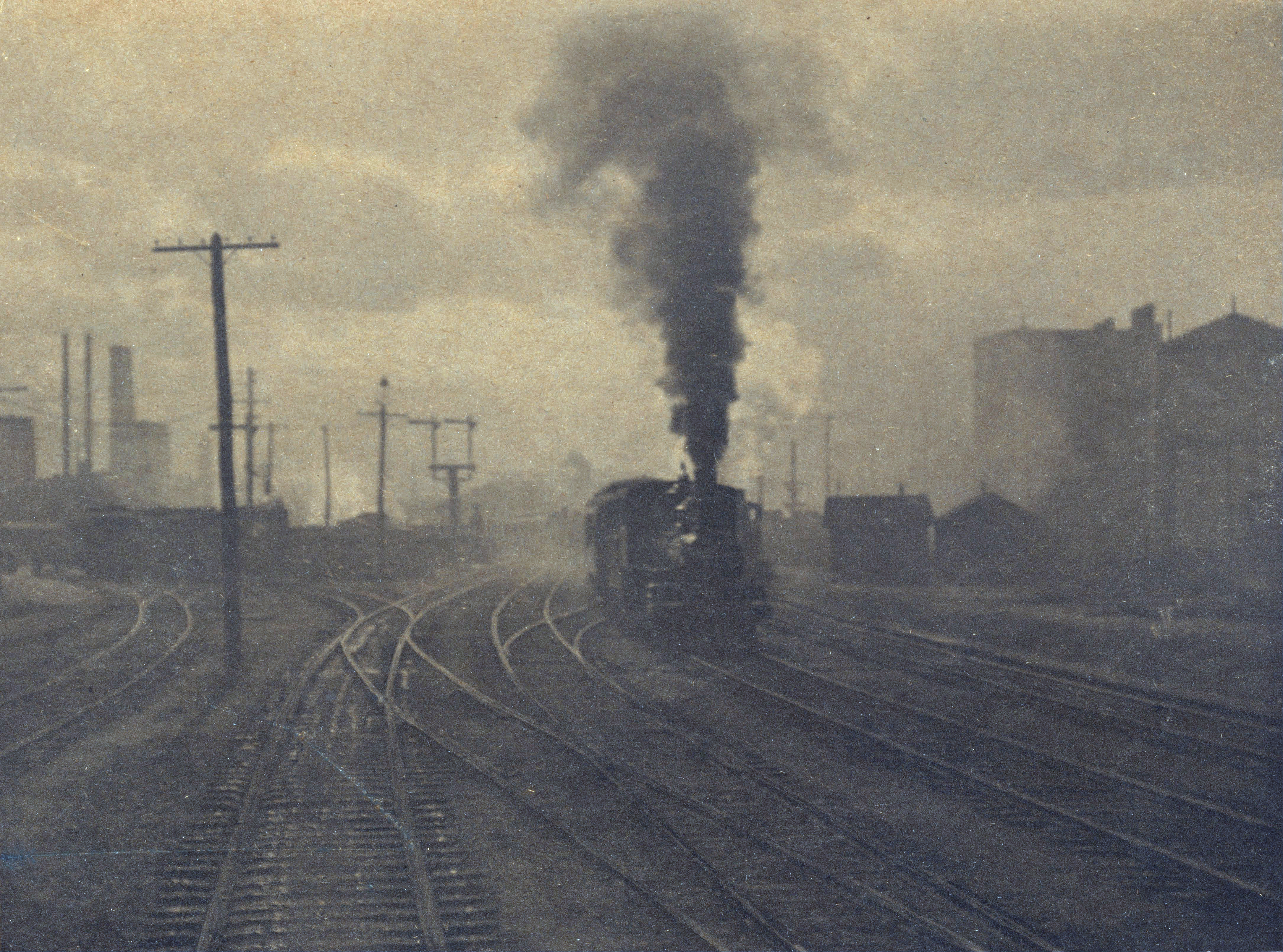
The Hand of Man, de Alfred Stieglitz. Camera Work, No 36 1911
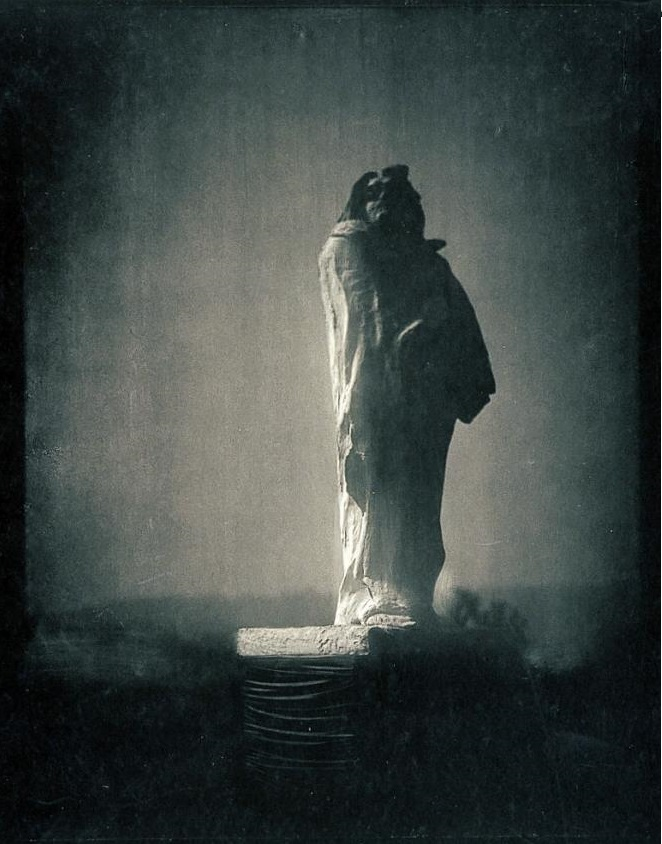
Imagen de escultura de Balzac realizada por Auguste Rodin, de Edward Steichen, Camera Work, 1911.
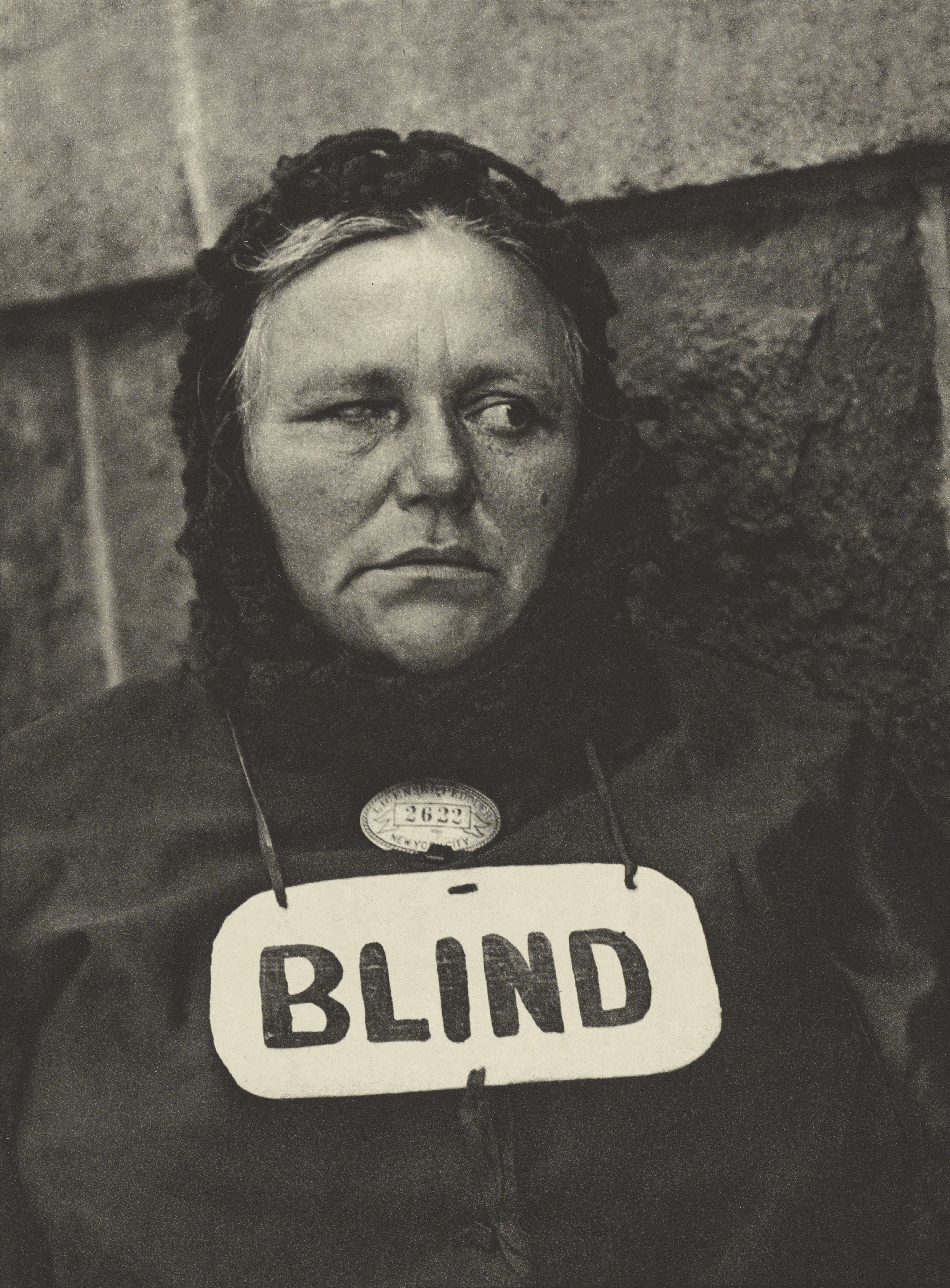
Blind Woman, de Paul Strand. Photogravure, negativo de 1916, impresión de 1917.

## Variaciones
Diversos materiales cuyas características son modificadas por su exposición a la luz UV empleados como suministros industriales son usados en ámbitos artísticos para realizar matrices de huecograbado para la impresión de imágenes. De la industria gráfica las chapas de fotopolímeros destinadas también para impresión en relieve y tipográfica, son adaptadas por practicantes como una variación del proceso Photogravure. Prontas para ser expuestas a la fuente de luz, se revelan fácilmente haciendo el proceso más rápido y económico. Un abordaje al proceso puede revisarse en diversos manuales como el del fotógrafo Clay Harmon.
Un material proveniente de la industria de circuitos son las películas fotosensibles denominadas dry film (película seca) que sirven para transferir el diseño del circuito a las chapas de cobre y protegerla de la mordida. Como adaptación para matrices de impresión calcográfica es más común la generación de un bajorrelieve de diferentes profundidades en el propio film sin morder la chapa como puede encontrarse en el texto en español de Graciela Buratti. En ambos casos, se realizan matrices para ser entintadas en huecograbado adaptando materiales producidos industrialmente para cumplir otras funciones.  

## Uso de términos y traducciones
La palabra fotograbado se puede usar de modo más general para la realización de relieves transfiriendo imágenes por exposición a la luz UV dejando áreas susceptibles de ser grabadas. En el campo artístico donde sobrevive la práctica del Talbot-Klíč se encuentran expresiones como fotograbado en chapa de cobre (copperplate photogravure) para diferenciarla del grabado con fotopolímeros. En inglés se usa también la expresión dust grain photogravure para referir a la práctica tradicional con el uso del resinado cuando es realizada un aguatinta tradicional con polvo de resina o asfalto y diferenciarla de la práctica con uso de una trama estocástica.  
Al igual que otros procesos fotográficos del siglo XIX llamados procesos históricos o alternativos, no se ha generalizado nueva terminología por la incorporación de herramientas digitales tales como práctica híbrida del heliograbado usada por Carles Mitjâ. El trabajo con herramientas digitales es el más común en estos procesos al día de hoy.    
En francés, es más frecuente el uso de héliogravure para el fotograbado manual tipo Talbot-Klíč y photogravure para la versión industrial de rotograbado. Es posible encontrar  al rotograbado presentado como una variación de photogravure reservando la segunda para el ejercicio manual. Es frecuente ver denominadas como fotograbados las reproducciones de obras de arte en libros de la primera mitad del siglo XX, siendo en general impresas industrialmente con máquinas rotativas. «El rotograbado se convirtió inmediatamente en el referente de calidad en el campo de las artes gráficas. En España su denominación tradicional es el huecograbado; tal vez su utilizaicón más conocida fue en la prensa diaria: ABC, La vanguardia, Ahora, El Debate (...)».
También puede verse en el texto «Gravure Stamps Cylinders» de G.H. Morgan la referencia a photogravure stamps (sellos en fotograbado) o gravure stamps (sellos en grabado), siendo este último el uso habitual para tecnologías de grabado diferentes del proceso fotoquímico tradicional. En los anuncios de la industria gráfica en la primera mitad del siglo XX, las máquinas para rotograbado son aludidas como intaglio presses (prensas para huecograbado), intaglio printing machinery (maquinaria para la impresión en huecograbado), equipment for Rotogravure plate making and printing (equipamiento para la realización e impresión de matrices de rotograbado). La empresa fundada por Klíč con sistema de rotograbado se llamaba Rembrandt Intaglio Printing Company.      
Es común la confusión entre el proceso heliográfico de Niépce y el heliograbado tal como fue perfeccionado por Klíč. Además de la similitud entre ambas palabras en español y también en francés, colabora con la confusión la consideración razonable de que Niépce es un antecedente del proceso Talbot-Klíč.     

## SigloXXI: aprendizaje, manuales y referencias
Debido a las numerosas variables, duración y costos del proceso artesanal con cobre el fotograbado no es generalmente enseñado en programas universitarios. Es practicado por relativamente pocos talleres en el mundo. Un punto de encuentro de sus practicantes es el grupo de Facebook Copperplate Photogravure 2 . En cambio, el grupo de Facebook Photogravure integra tanto practicantes del Talbot-Klíč como de quienes usan materiales de fotopolímeros. Participantes en ambos grupos comparten sus obras, referencias y dudas técnicas. En esos espacios se puede consultar por talleres que algunos integrantes puedan ofrecer. El hashtag más representativo es #copperplatephotogravure.
Gran parte de la bibliografía se encuentra en inglés. Se listan a continuación algunos manuales y referencias. 
- Cartwright, H. Mills FRPS (1939) Photogravure: A Text Book on the Machine and Hand Printed Processes. 2nd ed. American Photographic Publishing Co., Boston.
- Cartwright, H. M. FRPS (1961) Ilford Graphic Arts Manual Vol1, Photoengraving. Ilford Limited, Ilford, Essex.
- De Zoete, Johan (1988) A Manual of Photogravure: A Comprehensive Working-Guide to the Fox Talbot Klic Dustgrain Method. Joh. Enschedé en Zonen, The Netherlands.
- Denison, Herbert (1895) A Treatise on Photogravure in Intaglio by the Talbot-Klic Process. Iliffe, London.
- Hernández Gil de Tejada, Luis (2009) Acerca del Heliograbado. En Taller de Heliograbado. Consulta: 7 de abril de 2025. Disponible en: https://heliograbado.blogspot.com/2009/08/acerca-del-heliograbado.html

- Hernández Gil de Tejada, Luis (2020) El heliograbado por el procedimiento talbot-klíc. Antecedentes, uso y principios para el control del tono. Tesis de doctorado. Universitat Politècnica de València.
- Hernández Gil de Tejada, Luis (2010) Heliograbado en la era. Archivo de arte valenciano, vol. XVI. Real Academia de Bellas Artes de San Carlos, Valencia. Disponible en: https://realacademiasancarlos.com/archivo-de-arte-valenciano-por-articulos/
- Katzman, Mark The Story of Photogravure. En Art of the Photogravure. Consulta 7 de abril de 2025. Disponible en:  https://photogravure.com/story-of-photogravure/
- Kolb, Gary P. (1986) Photogravure: A Process Handbook. Carbondale and Edwardsville: Southern Illinois University Press, Illinois.
- Mitjà, Carles (2020) Heliogravure IX – An Updated Summary. En: Carles Mitjà - ASIS/FRPS Photographer & Printmaker / A Hybrid Place About Early Photography and Digital Imaging. Consulta: 7 de abril de 2025. Disponible en:https://carlesmitja.net/2020/03/06/heliogravure-ix-an-updated-summary/
- Mitjà, Carles (2023) “Práctica Híbrida del Heliograbado”. Comunicación al I Congreso Internacional Sobre Fotografía celebrado del 9 al 11 de marzo de 2023 en Alcalá de Henares. En: Carles Mitjà - ASIS/FRPS Photographer & Printmaker / A Hybrid Place About Early Photography and Digital Imaging. Consulta: 7 de abril de 2025. Disponible en: https://carlesmitja.net/2023/03/12/practica-hibrida-del-heliograbado/
- Morrish, D., and MacCallum, M (2003) Copper Plate Photogravure: Demystifying the Process. Focal Press, Amsterdam.
- Rouse, W. M. (1940) Notes on the Rotary Phtogravure Process. 3a. edición revisada por H.M.Cartwright. The Autotype Company Ltd. Londres.
- Sacilotto, Deli (1982) Photographic Printmaking Techniques. New York: Watson-Guptill Publications, New York.